# Огатај-кан
Огатај-кан или Огодај-кан (око 1186 — 11. децембар 1241) био је син Џингис-кана и велики кан монголске империје (13. септембар 1229 — 11. децембар 1241). Уз помоћ своје љубазности и великодушности Огатај је успео да очува царство, па чак због својих способности и да га прошири. За време његове владавине Монголско царство је било највеће. Простирало се од Кореје на истоку, до Угарске на западу и од јужне Русије на северу до, Хорезмијског царства на југу. Његова освајања донела су политичку стабилност целом царству. За време његове владавине развила се трговина са Европом, са којом се најчешће трговало свилом. Огатај је био један од ретких владара који су били писмени.

## Пре ступања на престо

### Детињство и младост
Учествовао је у првим освајањима свог оца Џингис-кана, али после рањавања на Халахалджин песку 1203. године, када је Џингис поражен, живот му је спасао Џингисов усвојени син Борокула. Иако је већ био ожењен, Џингис га је 1204. године венчао са Торегеном, кћерком Тохтоа, владара Меркита. Године 1206. Огатај је именован за заповедника у долини река Емил и Хобок. Огатају је на тој дужности помагао Илугеи који је био задужен и за Огатајово образовање.

### Поход против династије Ђин
У новембру 1211. године Огатај је послат са својом браћом у поход против династије Ђин. У том походу Огатај је опустошио Хебеј, а онда су се 1213. године повлачили кроз северну област Шанси. За монголском војском кренула је кинеска војска из Ордоса, али пратила их је до границе са западним царством Сја и тада се и она повукла.

### Први рат против Хорезмијског царства
Огатај је са својим братом Чагатаиом напао источна Хорезмијска подручја. После пљачке града Отрара и масакрирања његових становника. Пред крај 1219. године опсели су град Ургенч, а почетком следеће године им се придружио брат Жу-Чи, али Чагатаи и Жу-Чи нису били сложни. Због тога је Џингис био приморан да именује Огатаја за главног заповедника војске, која је опседала град. Град је пао 1221. године, али после тога је избила побуна, који је Огатај угушио.

## Долазак на власт
Џингис је умро 1227. године, а његов првенац Жу-Чи још раније, па га је Огатај, по његовој жељи и после одлуке на курултају Кадое Аралу на реци Керулен, наследио. Огатај у ствари није био прави владар јер се сва власт налазила у рукама његовог млађег брата и регента Толуја, који је збачен 13. септембра 1229. године. Тада се Огатај крунисао и постао је прави монголски владар Монголског царства. Чагатаи није сматрао Огатаја за правог владара него Толуја.

## Други рат против Хорезмијског царства

### Прва кампања
Џингис-кан је Хорезмијско царство покорио 1226. године, али када отишао у рат против царства западних Ксиа син погинулог хорезмијског владара Ала ад-Дина Мухамеда II, Џелал ад-Дин Манкбурни је дигао устанак. Две армије су послате да помогну Манкбурнијевим непријатељима. Једна је поражена у бици код Дамгана, док је друга однела Пирову победу у бици код Исфахана, али та победа није искориштена, већ је кампања заустављена.

### Друга кампања
Ту кампању је одлучно наставио Огатај. Он је скупио од 30. до 50.000 војника и на њихово чело поставио генерала Чормагана из Бухаре. Ова војска је 1230. године без отпора тамошњих становника освојила Велики Хорасан. После тога напала је Хорезмијско царство у Авганистану, а у јесен освојила Мазандаран. Када је стигла до града Раја војска се одморила и ту направила камп да би ту остала преко зиме. За то време део војске је послат да осваја остале делове северне Персије. Године 1231. Монголи су освојили градове Ком и Хамадан, док су им се предале покрајуне Фарс и Керман. Док су Монголи освајали Хорезмијско царство Манкбурни је освајао Кабул, Газни и Завулистан, али за монголско освајање Хорезмијског царства је окривљен Манкбурни и протеран у Европу. Убрзо потом и последњи хорезмијски град је пао под монголску власт.

## Рат против Поволшке Бугарске
Огатај је по доласку на власт послао војску да покори Поволшку Бугарску, али је поражена на реци Уралу, али је освојила горњу долину Урала. После тога 1229. године војска се повукла, али се вратила 1232. године и покорила југоисточну Башкирију и окупирали јужне делове Поволшке Бугарске. На великом куралтају у Каракоруму Монголи су одлучили да своје најбоље генерале из Кине и Арабије пребаце у Поволшку Бугарску. Предвођени Бату-каном, Монголи су са 300.000 људи напали Поволшку Бугарску. Један њихов део од од око 150.000 људи је освојио град Билар, који је бранио Мир-Гази са око 30.000 људи од којих су сви изгинули, док је код Монгола било мало жртава. За то време остали део војске је освојио градове Булгар, Сувар, Жукотин... Сви поволшки Бугари су или убијени или одведени у робље. То је био крај Поволшке Бугарске, која је прикључена Монголској провинцији Златним хордама.

## Покоравање династије Ђин

### Освајање области Шанси
Док се водио рат у Персији, Огатај је са једним својим генералом по имену Докулку водио рат против династије Ђин. Докулку је крајем 1230. године жестоко поразио династију Ђин у једној бици. Огатај је сматрао да ту победу треба до краја искористити, па се и он придружио Докулку. Ускоро им се придружио и Толуј. По Огатајевом наређењу нападнута је и опљачкана област Шанси.

### Слом
После тога кампања је неко време заустављена, али наставила се у јесен 1231. године. У овој кампањи Монголи су освојили Хенан. Убрзо после тога опседнута је престоница династије Ђин град Кајфенг, који су освојили 1232. године. Огатај је убрзо после тога отишао натраг на север остављајући војску под заповедништвом својих генерала. Убрзо после тога војска је освојила неколико градова. Династија Сонг је обећала помоћ династији Ђин, али помоћ је закаснила, а за то време освојени су преостали градови династије Ђин Луојанг и Сјан. До фебруара 1234. године сва територија династије Ђин била је монголска.

## Побуне у Манџурији
Источно царство Сја је подржавало побуну против Монголске власти у јужној Манџурији, коју је Огатај угушио 1233. године и освојио источно царство Сја. После тога угушио је и побуну Тунгуза у северној Манџурији 1237. године.

## Покоравање Краљевине Грузије и њених вазала
Године 1232. Монголи под генералом Чормаганом су напали Кавказ. Први отпор им је дао град Ганџа, али њега су заузели 1235. године уз помоћ катапулта и овна. Након победе повукли су се у град Ербил да се одморе и опораве. Тражили су појачање, које је Огатај на крају послао под заповедништвом Толујевог сина Монгке-кана. Монгке је 1238. године напао северни Кавказ и тако омогућио Чормагану да освоји Јерменију и град Тбилиси. После тога пао је богат Манкбурнијев град Лорхе, из кога је Манкбурни са породицом пре опсаде побегао остављајући Хасан Џелала да командује одбраном града. Монголи нису успели да освоје град. За то време Монгке је продирао ка Гајану у коме је на власти као кнез био неки Авак. У бици је монголски командант Тохта извршио покољ Авакових људи и опколио остале преживеле. Авак се онда предао. После опоравка у Грузију се после овог догађаја вратио Чормаган. До 1240. године он је присилио грузијске племиће да се предају. Тада је цело Закавказје пало под монголску власт.

## Рат против Кореје

### Први поход
Године 1224. године убијен је монголски изасланк у Кореји, јер је одбио да плаћа данак Кореји. Године 1231. Огатај је послао свог генерала Саратаиа да би осветио изасланика. Корејски краљ Гојонг није хтео рат, па се предао. Међутим, када су се у лето Монголи повукли из Кореје, Чое Ву је из Каесонга преместио престолницу на острва Канхвадо. У међувремену Саратаиева војска се изгубила, а сам Саратаи је погођен са стрелом и од те ране умро.

### Други поход
Године 1234. почео је нови Монголски поход против Кореје. Сада је вођа монголске војске у походу био генерал Данку. У овом походу Монголи су потпуно поразили корејске генерале и освојили 40 градова. Када је Гојонг 1238. године поново питао за мир, Огатај је захтевао да Гојонг дође код њега лично. Уместо тога Гојонг је послао таоце. До мира је дошло 1241. године, када је огатај одредбама мира морао да узме неколико Корејаца за своју кешикску гарду.

## Рат против династије Сонг
Године 1235. Огатајови синови су са 450.000 људи напали династију Сонг. Продрли су до градова Ченгдуа, Сјангјанг и реке Јангцекјанг, али морали су да се повуку због климе и због тога што је у трупама династије Сонг било 1 500.000 људи. У тој експедицији умро је Огатајов син Хочу. Године 1240. Огатајов син Куден је са 30.000 људи напао Тибет. Ускоро су Кинези убили монголске изасланике. Овај рат против династије сонг се завршио тек после Огатајове смрти 1245. године.

## Освајање Индије
Године 1235. Монголи су напали Кашмир и са лакоћом освајали градове на крају им се предао Кашмирски владар Оточи његов брат Намо.
Године 1241. Огатај је именовао Дајира Газни и свог генерала Менгету за заповеднике града Кундуза. Пред крај 1241. године Монголски заповедници долине Инда под заповедништвом Дајира су опсели важан град Лахор. Дајир је умро у јуришу против града 30. децембра 1241. године. Тај јуриш је ипак био успешан јер су Монголи освојили град.

## Монголска инвазија Европе

### Освајање Русије
Бату-кан је 16. децембра 1237. године опсео град Рјазањ, престолницу истоименог војводства. Град је бранио Јуриј Игоревич, који се предао 21. децембра. Тада је срављен са земљом и скоро сви његови становници су поубијани. 1. јануара 1238. године код града Коломне Монголима се супротставио новгородски кнез Всеволод Уревич, кнез Коломне Роман Ингваревич и владимирсуздаљски војвода Ермеј Глебович са око 12 500 војника. Бату-кан је уз помоћ Субатаја и Киул-кана и око 60.000 војника поразио Русе у тој бици, али Киул је погинуо. Већ почетком фебруара био је опседнут град Владимир престолница војводства Владимир-Суздаљ. Град је бранио Всеволод Уревич и Петар Ослиадиукович. Одбрана града је била неуспешна и град су освојили Монголи предвођени Субатаием и Бату-каном. Убрзо после тога заповедништво над Монголском војском у Русији добио је Бурундаи. 21. фебруара опседнут је од старане Монгола новгородски град Торжок. 4. марта у Јарославсој области на реци Сит, Монголе је напао владимирсуздаљски војвода Јуриј II. Бурундаи је у овој бици имао велике губитке, али успео да победи и изврши покољ целе Јуријеве војске заједно са Јуријем. Град Торжок је пао 5. марта. У марту Бату-кан је са Субатајем опсео град Козелск, који је бранио черниговски кнез Василије. У мају Монголи су почели да продиру у град, али становници су им дали жесток отпор, па је у том продору у град погинуло 4 000 Монгола. Разјарени Бату-кан је сравни град са земљом и поклао његове становнике. После тога није било већих отпора против Монгола у Русији. Монголи су освојили град Чернигов, где су затекли већи отпор и град Магас. У јесен 1240. године Бату-кан и Субатаи су опсели Кијев, који је бранио галицијсковолинијски кнез Димитрије. Огромна монголска војска је у 6. децембра поразила 1 000 бранитеља града и упала у град. Побила је све бранитеље, 47 000 цивила и опљачкала град. Ускоро је Велика Кнежевина Литванија освојила руски град Минск, а Новгородска република је постала монголски вазал.

### Освајање Пољске
Дана 13. фебруара 1241. године монголски генерал Бајдар и огатајов син Кадан су опљачкали пољски град Сандомјеж и побили доста пољских витезова који су бранили град. Истог дана краковски војвода Владимир је са својих 1 500 војника пружио отпор Монголима у близини села Турско-Велке. У тој бици 1 000 Монгола генерала Бајдара је уз велике губитке поразило Пољаке и њих 800 су побили. Истог дана Кадан је са 10.000 људи наишао на трећи отпор тог дана и то код села Терчека, где је успео да лако порази Пољаке и настави продор у Пољску. 18. марта Бајдар је даље продирући у Пољску стигао до града Хмјелњика где су наишли на жесток отпор од неколико хиљада људи под вођством Владимира и војводе Сандомјежа, Пакослава. У пољској војсци је било много жртава, а међу њима су били Владимир и Пакослав. 20. марта је дошло до битке код Раћибожа, где је рађибошки и ополски кнез, Мјешко II Дебели, победио малобројне Монголе и побио њих 400. 22. марта Монголи су опсели Краков, који је пао 28. марта, после покоља Пољских витезова. Монголи су тада уништили већину града. Почетком априла пољаци из Шлезије и Малопољске предвођени Владиславом Ополским пружили су отпор Монголима код Ополе, али су поражени. Пољаци, Темплари, Хоспиталци, Свето римско царство, Моравска марка, Баварско војводство и Тевтонски ред су склопили савез против Монгола. Њихову војску водио је велики пољски кнез Хенрик II Пјаст, Мјешко Дебели и Болеслав Моравски. У тој војсци су сви страни витезови били пешадинци, било је пољских регрута, плаћеника и баварских рудара. У целој војсци је било око 6 500 витезова, док је у монголској војсци било око 14 000 коњаника, од којих су већина били стрелци са коња. Монголи су били под заповедништвом Бајдара, Кадана и Орда-кана. 9. априла између ових војски дошло је до битке код Легнице у којој су Монголи до ногу потукли хришћане. То је био последњи пољски отпор.

### Освајање Угарске
После овога Монголи су напали Угарску, не дочекавши никакав отпор до реке Хорнад. Одатле су кренули на југ и допрли до села Мухи. Ту су 11. априла се 50.000 Монгола, већином коњаника под вођством Субудаја и Бату-кана сукобили са Угарима и темпларима под заповедништвом угарског краља Беле IV, којих је било више од 25 000. Угари су изгубили битку, у којој је побијено око 20.000 њих. Краљев брат Коломан је у бици био рањен, па је умро у Чазми. Бела је побегао у Хрватску, где је звао аустријског војводу Фридриха II Свадљиви, али онда се пошто му помоћ није стигла склонио у Загреб. 18. јуна се обратио папи Гргуру IX, али он је био на страни Монгола. За то време Монголи су поразили Угарску војску у бици код Кронштата и Херманштата и тиме покорили Ердељ, док је други одред освојио Пешту. Од свих места у Угарској нарочито је био опљачкан Велики Варадин. Бату-кан је Белу јурио до Драве, а онда је Белу јурио Кадан. Бела је морао да бежи из Загреба, који су после његовог бега Монголи опљачкали.

### Освајање осталих балканских држава
Угарски краљ се склонио у у Далмацију у тврди град Трогир. Кадан је кренуо за њим, али је поражен под Клисом, пошто није имао флоте, а ни опсадних справа. Није могао да да поново нападне град, јер су му стигле вести о побуни у Русији и Бату-канова наредба да се повуче. Овај пут кренуо је другим путем, кроз Босну, Србију и Бугарску. У овом походу страдали су градови Свич, Дриваст, Котор и цело Косово. У Србији су начинили малу штету, али су у Бугарској изазвали потпуну пометњу, јер је у јуну те године умро бугарски цар Јован Асен II, наследио га Коломан I Асен, који није био довољно способан за владара. У пљачкању Бугарске, Кадану се придружио и Бату-кан, али Коломан је да би се спасао постао монголски вазал. Због великих страдања својих војника, Кадан је морао да се брзо повуче и то без пљачкања. Цело то лето Монголи су учвршћивали своју власт у Угарској, а тек у јесен рат се наставио, а циљ тог наставка рата било је освајање Паноније. Монголи су у овом делу рата постигли велике успехе, чак су изашли на Јадранско море код Далмације и продрли до Беча.

### Огатајова смрт и последице
У касну јесен Огатај се придружио Бату-кану у Европи и заједно са Батуом хтео да изврши опсаду Беча, али је умро на том путу 11. децембра.
Последице његове смрти биле су: повлачење Бату-кана из Европе и слабљење држава због отцепљивања Златне хорде од Монголског царства. Све, од стране Монгола, покорене државе Европе, осим Русије, су се после овог догађаја ослободили. Огатаја је у сачуваним деловима империје наследио син Гујук-кан.